# Santalla d'Ozcos
Santalla d'Ozcos (en gallec Santalla de Ozcos i en castellà Santa Eulalia de Oscos) és un conceyu asturià a la zona occidental de la província dins de la comarca de l'Eo-Navia. Limita al nord amb Vilanova d'Ozcos, al sud i a l'oest amb la província de Lugo, a l'est limita amb Vilanova d'Ozcos, Samartín d'Ozcos i Grandas de Salime. Presenta una petita extensió de 46,9 km². La principal via d'accés al conceyu és la carretera comarcal AS-27, que hi arriba des de A Veiga. És un dels municipis d'Astúries en els quals es parla gallec.

## Geografia
El seu sòl és majoritàriament cambrià i silurià, amb materials de l'era paleozoica, entre els quals sobresurt la pissarra, deformats per l'orogènia herciana que donen forma al relleu actual, amb una orientació nord-sud de les seves muntanyes entre les quals els seus rius originen uns estrets i ajustats valls. La topografia del conceyu es pot dir que és abundant i d'una altitud mitjana, predominant els becs situats entre els 400 i els 800 metres, exactament un 86,7% del terreny total. Per la zona occidental tenim el cordal de Sendiña i part de la serra de Barbeilos que fa frontera amb la veïna Galícia. En el nord trobem la serra de l'Ouroso, que conté l'altura màxima del conceyu, el pico Pasadoiro amb 984 metres.
El principal riu del conceyu és l'Agüeira que travessa el sòl de Santalla en adreça nord-oest-sud-oest. Dos rius que fluïxen les seves aigües en el Agüeira són el Barcia, que serveix de límit, en el seu naixement, dels conceyos de Vilanova i Santalla; I per altra banda el riu Murias, dintre del qual podem contemplar la cascada de Seimeira de Murias, un espectacular paratge. El clima és el mateix, com norma general, que impera en tota la província, però el seu relleu juntament amb la seva relativa distància del mar fan que aquest presenti certes característiques del continental, amb menors precipitacions i estius molt més secs i calorosos. Quant a la seva vegetació, cal comentar que el terreny forestal ocupa un 73% de la superfície total. El matorral és l'espècie dominant, degut sobretot a la feroç deforestación soferta a causa dels incendis i la tala d'arbres, que han fet desaparèixer a poc a poc o reduir espècies tals com els roures, castanys, bedolls.
té 5467 habitants

## Capital
Santalla és la capital del municipi del seu nom, que pertany al costat de Vilanova i Samartín a la comarca dels Ozcos. Està situada a una altura de 547 metres i en ella habiten una mica més de cent persones, sent de llarg el nucli més poblat de tot el conceyu. L'agricultura segueix sent el motor econòmic de la vila, encara que últimament, el sector turístic ha tingut un considerable auge a la zona.

## Parròquies
- Santalla

## Evolució demogràfica
L'evolució de la població en el conceyu va mantenir fins a mitjan segle xx una tendència positiva, aconseguint arribar en la dècada dels 50 a la seva cota més alta, amb un total de 1.903 habitants. És a partir d'aquesta data quan es produeix un canvi al revés, iniciant-se una pèrdua poblacional que seria més acusada en el pas de la dècada dels 70 als 80. Aquesta pèrdua ve donada en gran manera, pels moviments migratoris cap als països europeus i les zones industrials del principat. Avui dia la població del conceyu és de 565 persones que pertanyen totes a la mateixa parròquia i que es localitzen generalment en les ribes, ja que la vida en les muntanyes resulta complicada.
La piràmide de població, igual que tota la comarca dels Oscos, sofreix un important desequilibri, mostrant-nos un predomini de la gent major de 40 anys i un nombre més gran d'efectius barons. Quant a la seva activitat econòmica el sector que impulsa la vida al conceyu és el primari generant un total del 64,71% de les ocupacions locals. La ramaderia és la professió que major nombre de persones abasta, sent les explotacions del bestiar boví les de major presència en el territori. Más de la meitat de les mateixes tenen una doble orientació cárnica-làctia, sent important també les dedicades solament per a la producció càrnia.
El sector secundari i el de la construcció, tot just té repercussió en la vida socioeconòmica de Santalla, representant únicament a un 3,78%, sent exclusivament la branca de la construcció la qual té participació en el sector. Respecte al sector terciari dels serveis, cal comentar que ha estat l'únic que ha anat en augment durant aquests últims anys, arribant a tenir actualment una representació del 31,51% de les persones ocupades. Aquest auge o major creixement, és degut en gran part per la implantació del turisme rural en la zona, habilitant-se diverses cases per a tal efecte.

## Història
La història de Santalla presenta, en els seus començaments, les mateixes característiques que les dels altres dos conceyos del territori dels Ozcos, Samartín i Vilanova, fins a 1154, i en comú amb el de Samartín, fins a 1584, en el qual ambdós conceyos assoleixen la independència de l'Arxidiòcesi d'Oviedo. Les primeres restes primitius oposats pertanyen a l'etapa neolítica, destacant-se les troballes oposades en diverses zones com Brañavella, El Chao La Granda a Murias i que es corresponen amb camps tumulars o mamoas. També apareixen al conceyu diversos assentaments de naturalesa castrenya en Lineras, en el cortín de Mouros en Brañavella i a Ferreira. Aquests castros ens mostren un marcat caràcter defensiu. La presència de diversos materials com el ferro i l'or van atreure a aquests lares al poble romà, tan donat a aquestes aventures, i que ens han deixat en el sòl del conceyu útils dels antics treballs romans d'extracció i fosa: eines mineres i monedes en les proximitats del riu Agüeira.
La zona de Santalla va quedar enquadrada durant aquesta etapa històrica en el que denominaven conventus lucensis. En l'època medieval el conceyu de Santalla conjuntament amb Samartín va pertànyer, al conceyu episcopal de Castropol, per causa d'una cessió realitzada pel monarca Alfons VII de Castella en 1154 a l'església d'Oviedo. Els alcaldes episcopals d'ambdós conceyos es presentaven a les juntes castropolenques en el camp de Tablado.
El 1583, el llavors apoderat del monarca Felip II, Juan de Grijalva, es trasllada fins a Castropol i comenta als alcaldes bisbals la situació que consistiria en la venda dels territoris dependents de la bisbalia per a obtenir ingressos que pal·liessin les despeses originades per les successives conteses en les quals participava el regne d'Espanya. És en 1584 quan es negocia la compra dels terrenys per part de la gent del poble, exercint de representants de Santalla, Bartolomé de Baiona Serna i Pedro López. Per fi el conceyu passa a ser independent administrativament aconseguint jurisdicció pròpia i lliure organització concejil.
Felip V intenta sense èxit exigir el pagament als habitants de Santalla, revisant l'ordre de venda, que es van negar, ja que s'emparaven en l'acord realitzat amb el monarca Felip II. Ja en el segle xix, la guerra de la Independència va tenir la seva repercussió en la zona, al proporcionar el conceyu diversos dels seus joves a les tropes de Castropol para lluitar contra la invasió francesa. Del segle xx cal esmentar que Santalla recull la seva cota històrica de població en la dècada de 50 amb 1903 habitants, xifra que aniria caient últimament, per causa sobretot de la migració.